# Pulwar

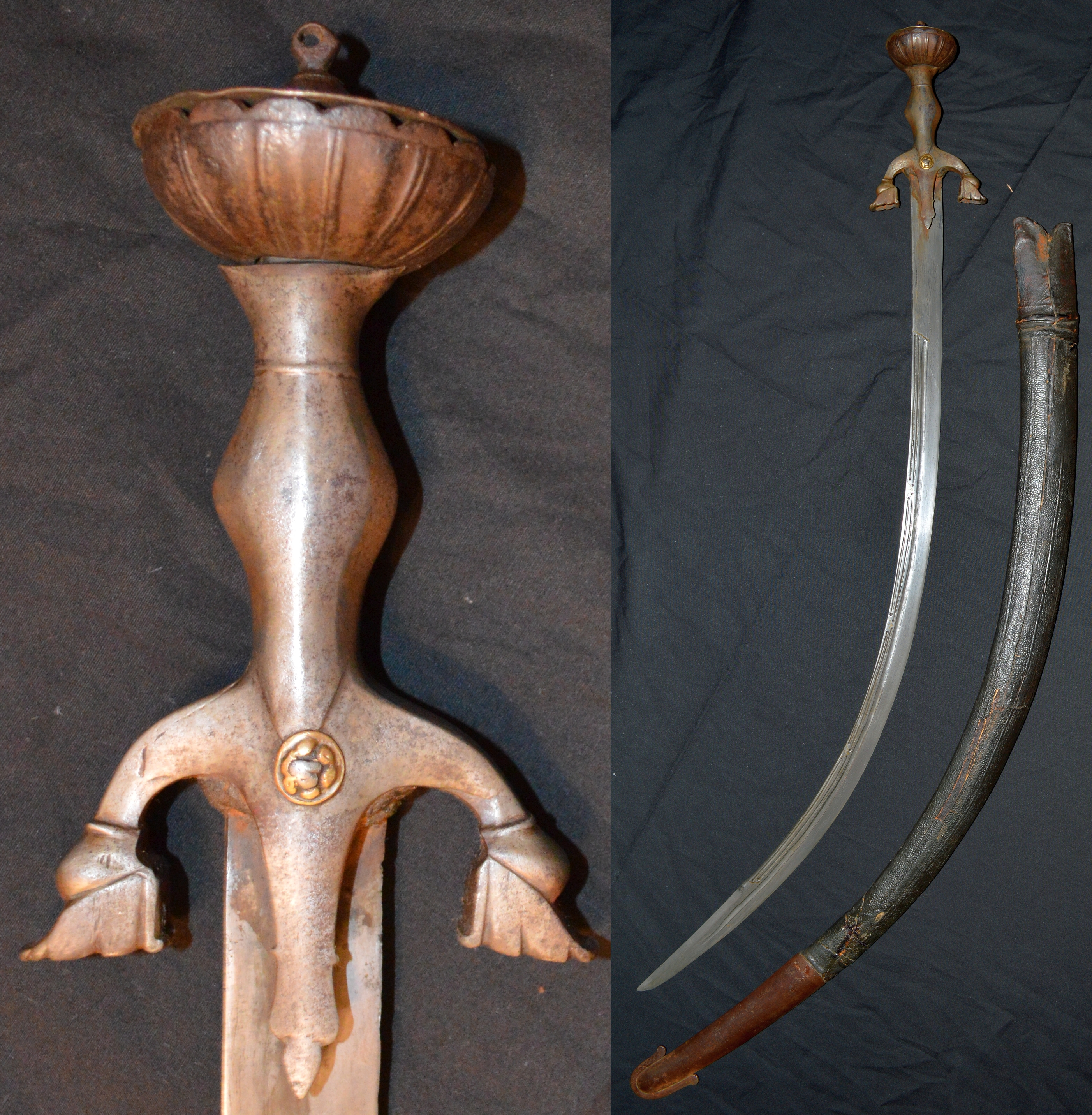
Pulwar afganès,. Fulla de 82 cm de corba profunde, feta d'acer de Damasc, incrustada d'una banda amb la marca del fabricant i un inscripció islàmica a l'altra, incrustacions d'or a tota la fulla, gran empunyadura de ferro amb la característica creu corbada i reblons de llautó. Longitud interior de 104 cm. Beina de cuir sobre fusta amb xapa de ferro.

El pulwar o pulouar és una espasa corba originaria de l'Afganistan. És l'espasa tradicional del poble paixtu.

## Origen
El pulwar es va originar al costat d'altres armes de tipus simitarra com ara el saif àrab, el shamshir persa, el kilij turc i el talwar indo-paquistanès, tots ells basats en espases de l'Àsia central més primerenques. Originalment, el ganivet Khyber (chhoora o chhara) servia com a arma de la gent comuna mentre que les classes altes podien importar espases de la veïna Pèrsia i l'Índia. Amb el pas del temps, els afganesos van combinar les característiques de les espases importades i la van adaptar per crear el pulwar. La majoria de les pulwars existents es remunten a principis del segle xix.

## Característiques

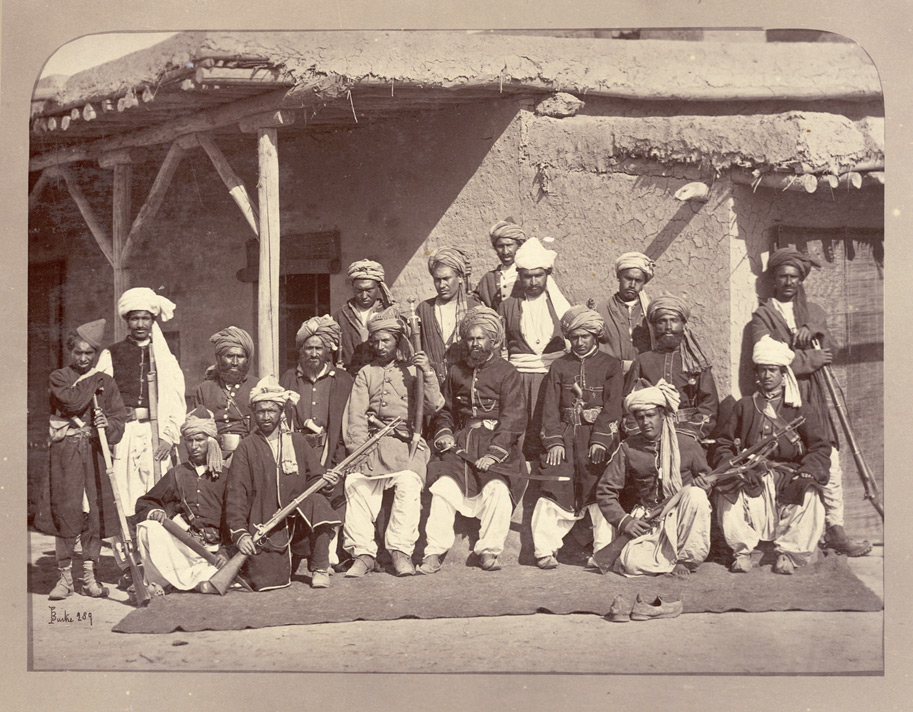
Policia afganesa ca. 1880, un home a prop el centre del grup aguanta un pulwar embeinat; a la seva esquerra un altre home aguanta un shamshir persa sobre les cames.

En tenir les característiques les espases de les terres veïnes, el pulwar es pot descriure com una versió afganesa del talwar indo-paquistanès. Les fulles dels pulwars poden tenir més canaladures que les dels talwars. Algunes guarnicions de pulwar eren fixades a fulles perses, més primes, corbades i esmolades cap a la punta que les típicament robustes fulles de pulwar. L'empunyadura es caracteritza per dues barres curtes i corbades cap a la fulla com en les nimcha i els saif, tret típic de les espases produïdes al període Qajar a l'Iran. A diferència del disc pla que envolta el pom del tulwar, el pom de pulwar té forma de copa. Ambdues guarnicions i fulles es poden gravar ornamentalment amb inscripcions, dissenys i imatges.